# Canton du Jura
Pour les articles homonymes, voir Jura.
Cet article concerne le canton suisse du Jura. Pour les cantons du département français du Jura, voir Cantons du département du Jura.
Le Canton du Jura (JU), Cainton di Jura en frainc-comtou, officiellement la République et Canton du Jura, est l'un des vingt-six cantons de la Suisse. Il est composé de trois districts et son chef-lieu est Delémont. Son drapeau porte une crosse épiscopale rouge sur fond blanc ainsi que sept bandes rouges et blanches représentant les sept districts historiques.
Créé le 24 septembre 1978, le canton du Jura est le plus récent canton de Suisse. Il entre en souveraineté et dans l'alliance fédérale le 1er janvier 1979. Il se situe dans le nord-ouest de la Suisse, dans le massif du Jura, au sein de la grande région suisse dénommée Espace Mittelland.
La population du canton du Jura représente moins d'un pour cent de la population suisse ce qui en faisait, en 2022, le 20e canton pour ce classement avec 74 548 habitants. Le Jura était, en 2020 le 7e canton le moins riche de la Confédération suisse. Ses habitants se nomment les Jurassiens. La majeure partie de la population se situe dans le district de Delémont, avec 39 660 habitants soit 53,2 % de la population totale du canton du Jura. La plus grande commune est Delémont avec 12 739 habitants. La ville de Moutier deviendra la deuxième commune la plus peuplée lorsque son rattachement au canton prendra effet en 2026. La langue officielle est le français et depuis le 7 décembre 2018, le franc-comtois est reconnu officiellement comme langue minoriaire au sein du canton.

## Géographie

### Généralités

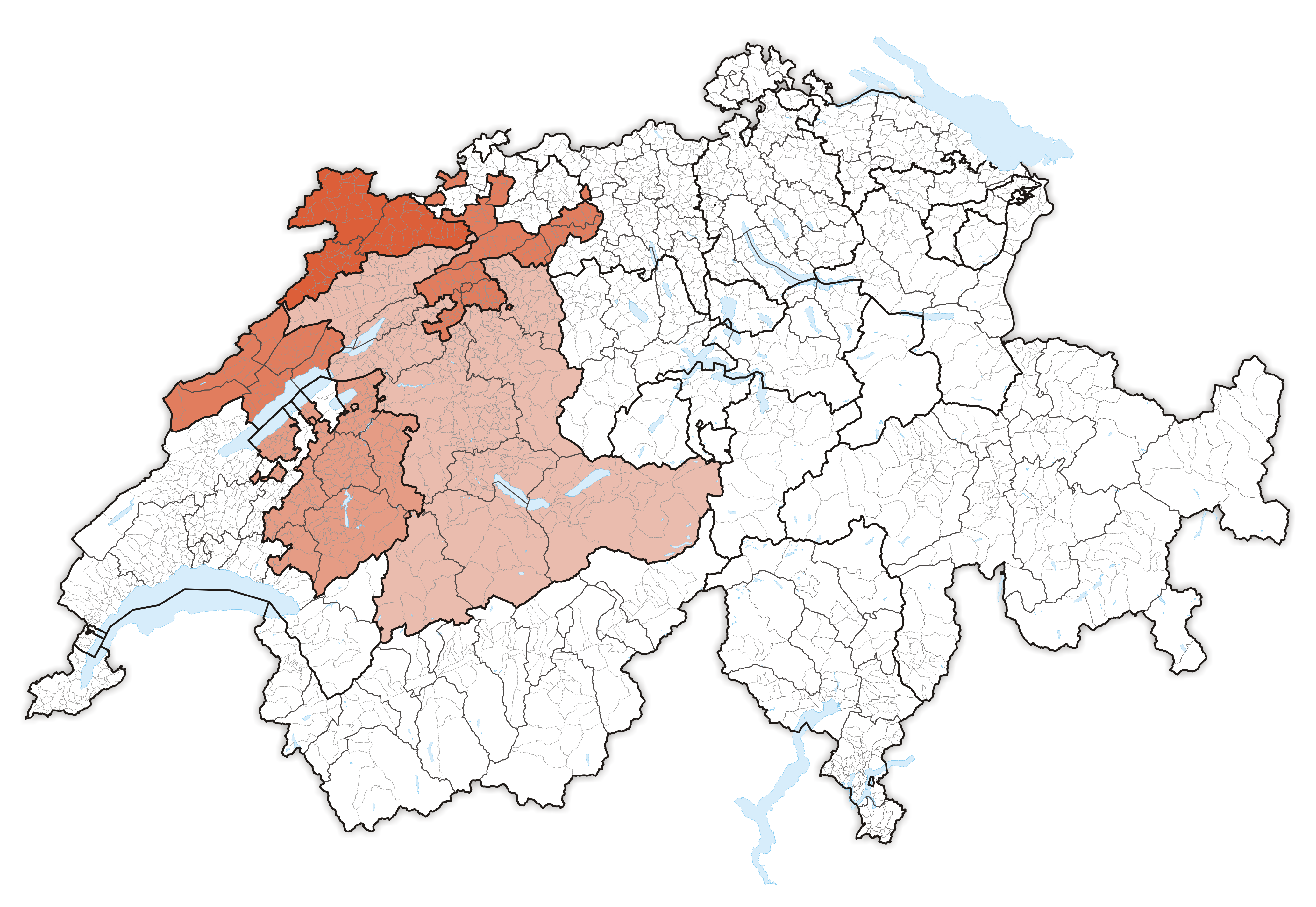
L'Espace Mittelland

Le canton du Jura se situe dans le massif du Jura dans le Nord-Ouest de la Suisse et fait partie de l'espace Mittelland. Au sud-ouest se trouve le canton de Neuchâtel, au sud celui de Berne, à l'est ceux de Soleure et de Bâle-Campagne. À l'ouest et au nord, se trouve la frontière française et les départements français du Doubs, du Territoire de Belfort (région Bourgogne-Franche-Comté) et du Haut-Rhin (région Grand Est).
Le canton du Jura culmine au mont Raimeux, à 1 302 m d'altitude, et son point le plus bas se trouve à Boncourt, au bord de l'Allaine, à 364 m d'altitude. Avec 838,55 km2, le Jura est le septième plus petit canton suisse.
Le canton fait partie de la région touristique Jura et Trois-Lacs et une partie du parc naturel régional du Doubs se trouve sur son territoire.

#### Monts

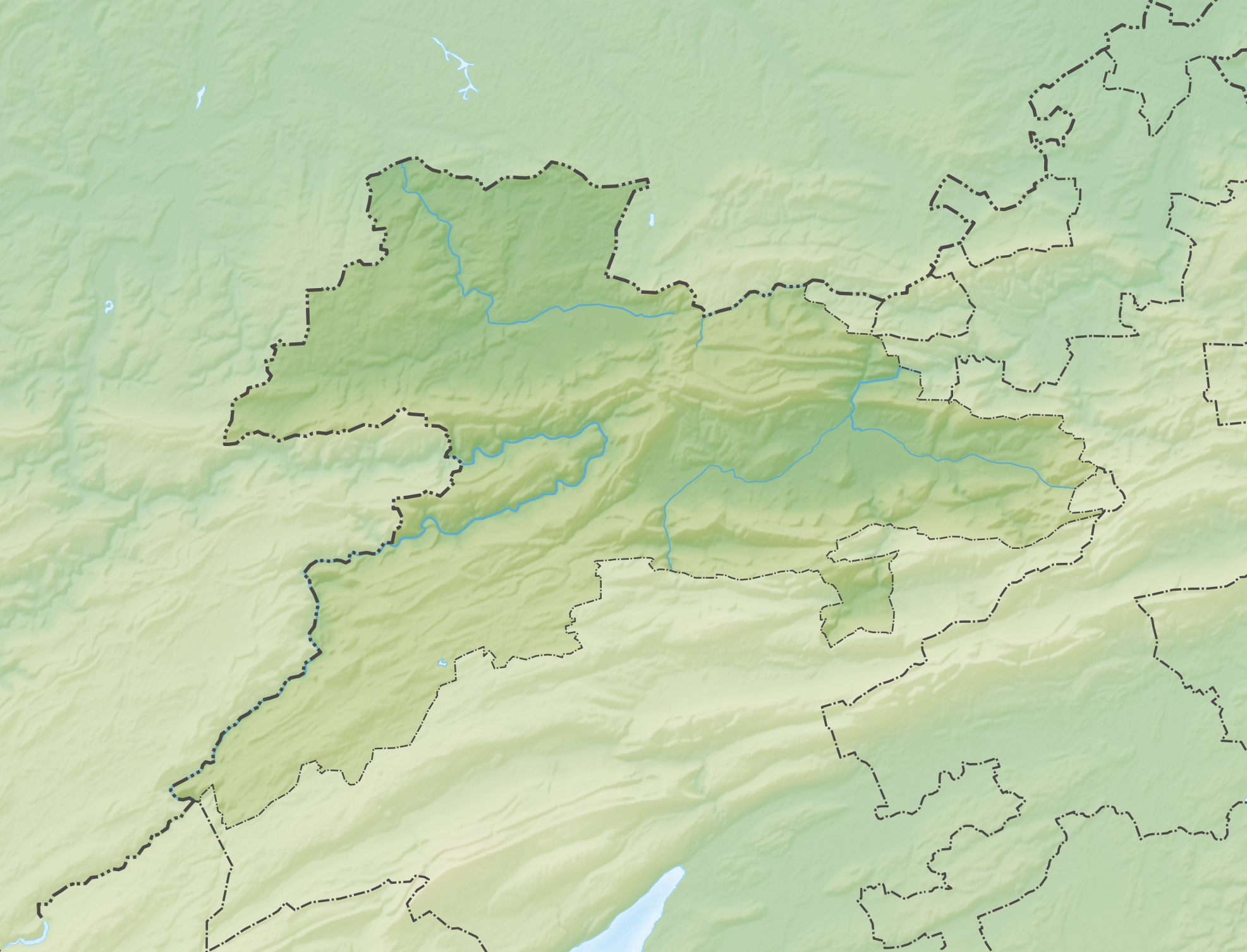
Relief du canton du Jura

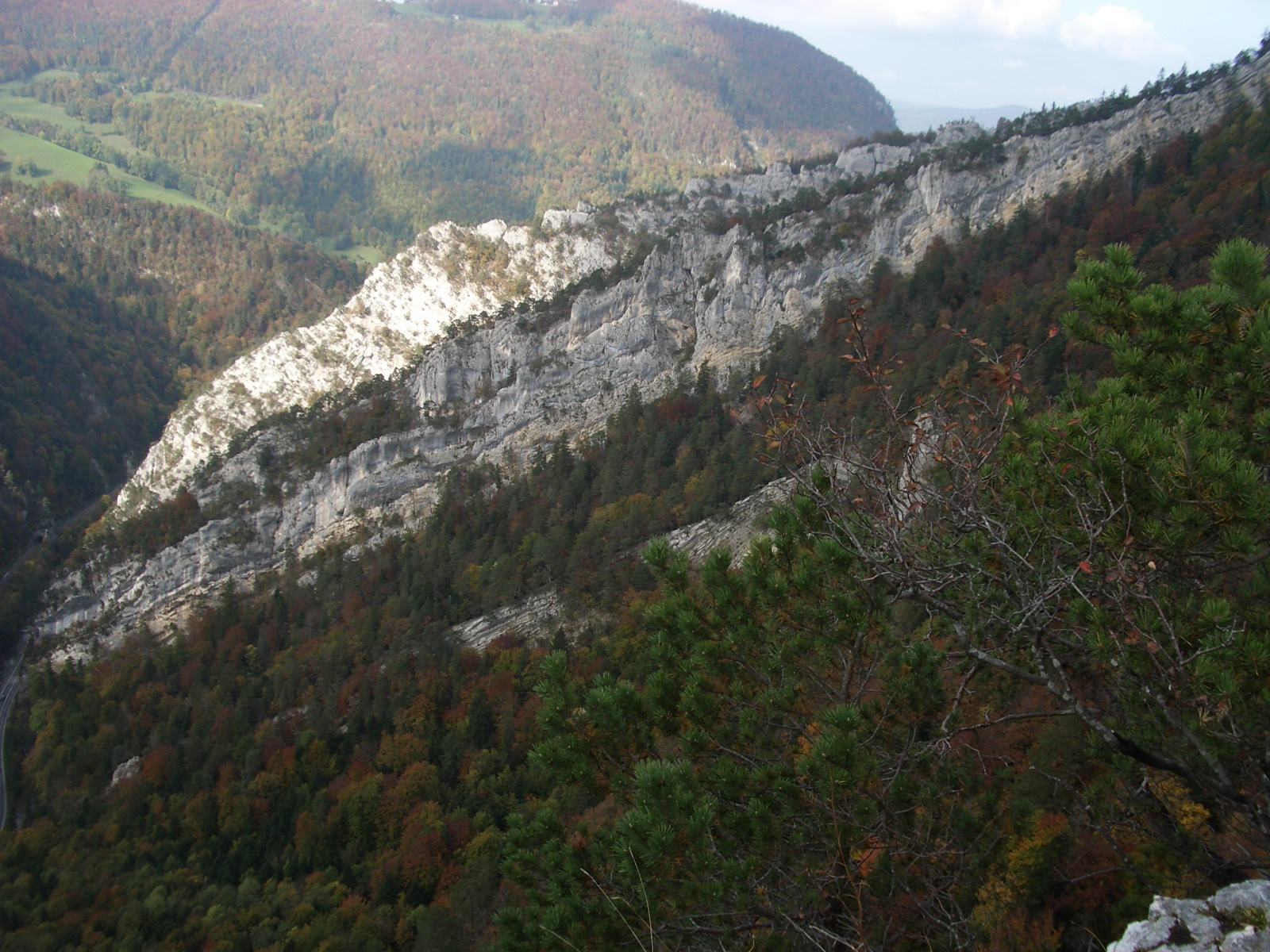
Vue depuis le mont Raimeux.

- Mont Raimeux 1 302 m
- Schönenberg 1 194 m
- Le Point de Vue 1 185 m
- Rond Rochet 1 138 m
- Le Plaigneux 1 112 m
- Les Sommêtres 1 079 m
- Cras au Sauvage 1 072 m
- Les Ordons 995 m
- Montgremay 940 m
- Faux d'Enson 927 m
- Hasenschell 870 m
- Roc de Courroux 837 m
- Mont Terri 805 m
- Roc au Corbeau 751 m
- Montchaibeux 628 m

#### Cols
- Col de la Croix (Jura)
- Col des Rangiers
- Col de Montvoie

#### Rivières et lacs

##### Bassin versant de l'Allaine
- L'Allaine
- La Coeuvatte
- La Cornoline
- Le Creugenat
- L'Erveratte
- Le Jonc
- La Vendline

##### Bassin versant de la Birse

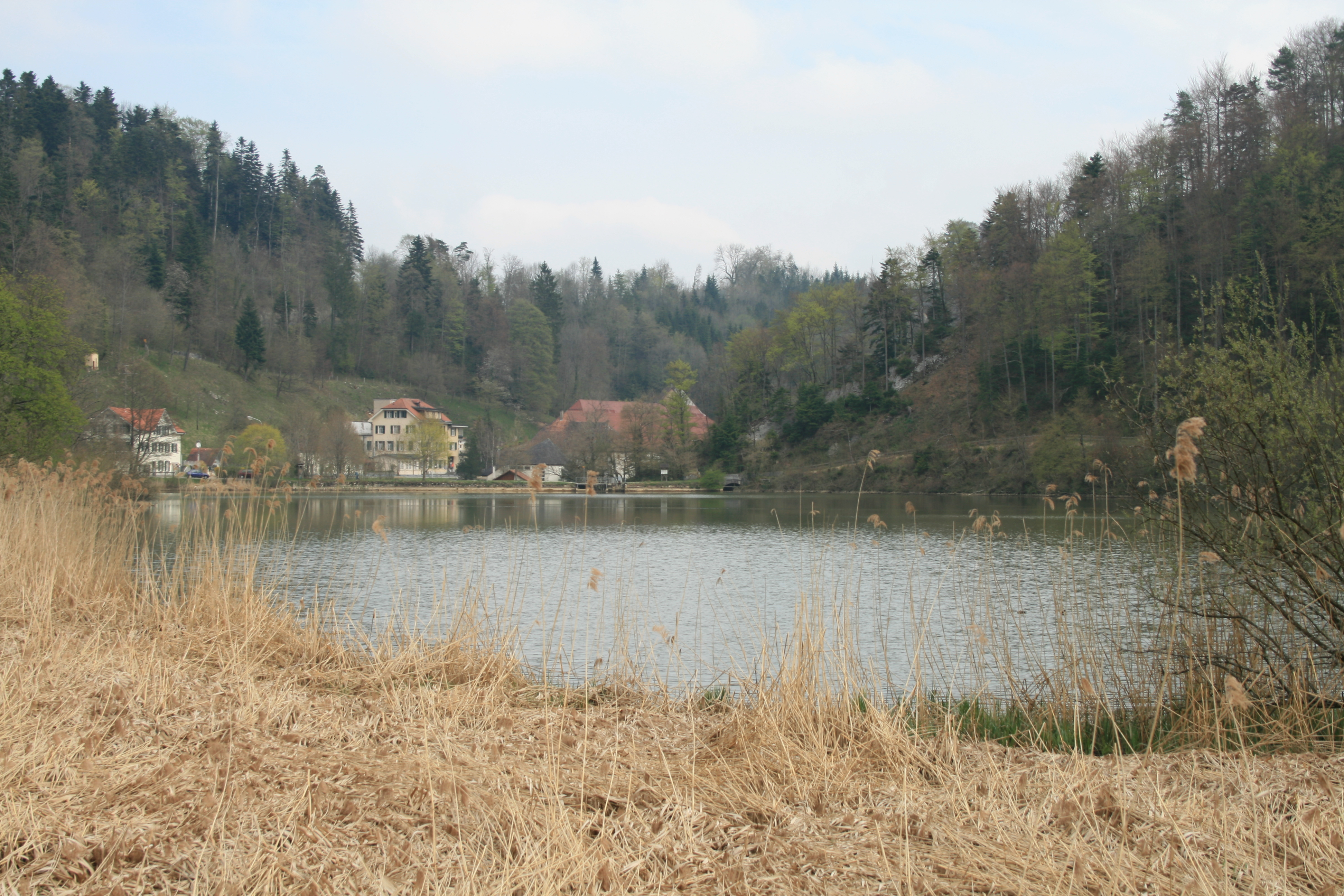
Étang de Lucelle.

- La Birse
- La Chèvre
- Le Folpotat
- La Gabiare
- La Lucelle
- La Scheulte
- La Sorne
- Le Tabeillon

##### Bassin versant du Doubs
- Le Doubs
- Lac de Biaufond

##### Étangs
- Étang de la Gruère
- Étang des Royes
- Étang de Plain-de-Saigne
- Étangs de Bonfol

#### Forêts
En 2018 et 2019, la sécheresse et les températures élevées provoquent la mort en masse des hêtres, qui sèchent sur pied. D'après les spécialistes, le phénomène est aussi grave qu’inédit.
La cause en est principalement le réchauffement climatique qui accélère la mort de cette espèce d’arbres. La situation de « catastrophe forestière » est déclarée en juillet 2019. Les études ont en effet confirmé que plus de 100 000 m3 de bois étaient secs ou en passe de dépérir.
En outre, l’extrême rapidité du dépérissement a surpris les spécialistes et dépassé toutes les projections. En cas de répétition d’épisodes de sécheresse, le hêtre pourrait à terme disparaître en plaine.

### Climat
| Données                         | Station  | jan. | fév. | mars | avril | mai  | juin | jui. | août | sep. | oct. | nov. | déc. | année |
| ------------------------------- | -------- | ---- | ---- | ---- | ----- | ---- | ---- | ---- | ---- | ---- | ---- | ---- | ---- | ----- |
| Températures moyennes max. (°C) | Delémont | 4    | 6,1  | 10,5 | 14,2  | 18,7 | 22   | 24,5 | 24   | 19,7 | 15,1 | 8,3  | 4,7  | 14,3  |
| Températures moyennes max. (°C) | Fahy     | 3,6  | 4,7  | 8,8  | 12,6  | 16,9 | 20,3 | 23   | 22,6 | 18   | 13,6 | 7,7  | 4,5  | 13    |
| Températures moyennes min. (°C) | Delémont | −3,0 | −2,6 | 0,3  | 3     | 7,4  | 10,5 | 12,3 | 12   | 9,1  | 5,9  | 0,9  | −1,7 | 4,5   |
| Températures moyennes min. (°C) | Fahy     | −2,3 | −1,9 | 1,1  | 3,7   | 7,7  | 10,7 | 12,9 | 12,8 | 9,6  | 6,2  | 1,4  | −1,1 | 5,1   |
| Précipitations (mm)             | Delémont | 54   | 52   | 63   | 67    | 101  | 92   | 93   | 94   | 80   | 74   | 67   | 70   | 908   |
| Précipitations (mm)             | Fahy     | 67   | 66   | 80   | 82    | 118  | 100  | 92   | 105  | 100  | 101  | 87   | 91   | 1 090 |
| Ensoleillement (heures)         | Delémont | −    | −    | −    | −     | −    | −    | −    | −    | −    | −    | −    | −    | −     |
| Ensoleillement (heures)         | Fahy     | 63   | 81   | 116  | 151   | 174  | 201  | 233  | 214  | 149  | 108  | 68   | 50   | 1 609 |
| Source : MétéoSuisse.           |          |      |      |      |       |      |      |      |      |      |      |      |      |       |

### Mobilité et transports

#### Réseau routier

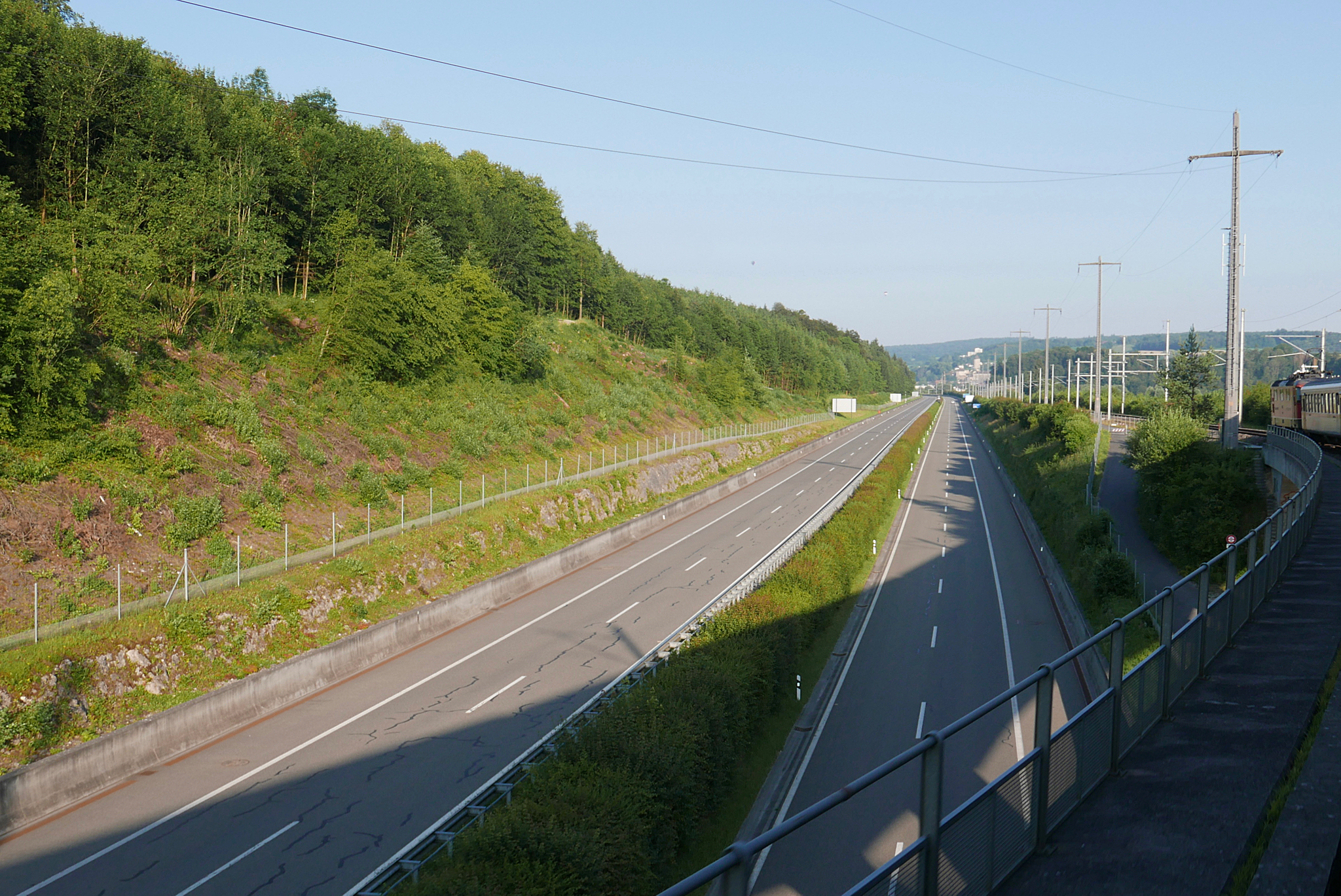
L'A16 au niveau de Porrentruy.

Le canton du Jura possède une route nationale, l'autoroute A16 surnommée la « Transjurane », qui fait elle-même partie de la route européenne 27 (E27) reliant Belfort (France) à Aoste (Italie), longue de 48 km et entièrement ouverte depuis le 3 avril 2017. Le reste du réseau routier du canton du Jura est composé de 445 km de routes cantonales parmi lesquels on compte la route principale 18 (H 18) reliant La Chaux-de-Fonds à Bâle. Les routes communales, sauf celles bénéficiant d'un entretien cantonal ou bénéficiant de subventions, ne font pas partie du réseau cantonal.
Le col des Rangiers et le col de la Croix sont les deux cols du canton du Jura. Le Col des Rangiers est connu pour sa course de côte internationale Saint-Ursanne - Les Rangiers.

#### Réseau des transports publics

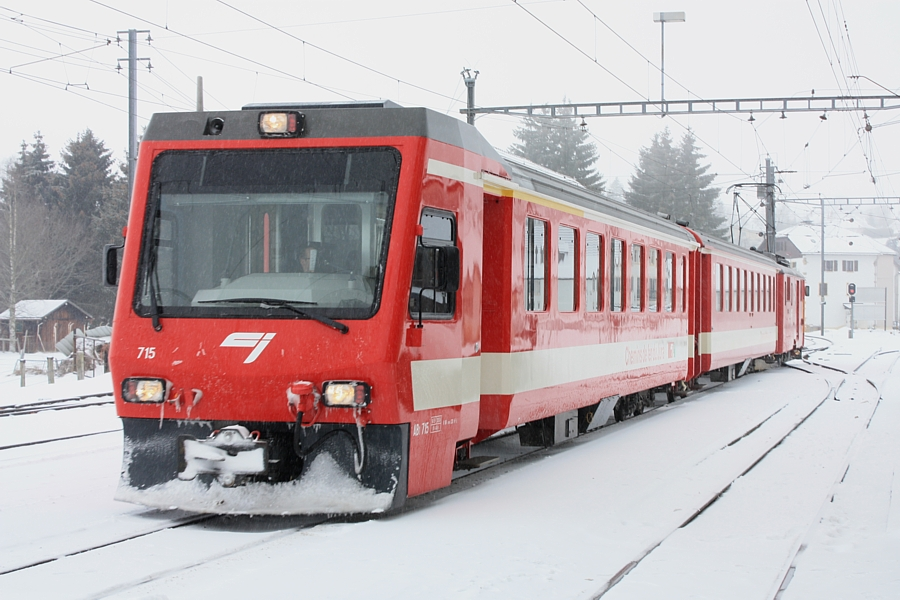
Une automotrice ABt des CJ en gare du Noirmont.

Le canton du Jura dispose de 115 km de réseau ferré distribués sur cinq lignes. La ligne RER (Porrentruy - Delémont - Bâle - Olten), le RE (Delle (F) - Boncourt - Porrentruy - Delémont - Bienne) et trois lignes des Chemins de fer du Jura (CJ) : Porrentruy-Bonfol, Glovelier - Le Noirmont - La Chaux-de-Fonds et Le Noirmont - Tramelan - Tavannes.
Il dispose aussi de 343 km de lignes de bus régionales sur 27 lignes desservies par CarPostal et les Chemins de fer du Jura, ainsi qu'une ligne urbaine à Porrentruy et deux lignes urbaines à Delémont, ce dernier réseau comprenant le service de bus sur appel PubliCar. Ce réseau de jour est complété par 13 lignes de bus de nuit Noctambus circulant tous les samedis.
Le canton du Jura possède un système d'abonnements (mensuel et annuel) de transport unique, le « Vagabond », qui permet de circuler librement dans une ou plusieurs des 15 zones géographiques couvrant le canton ; en revanche les autres titres (cartes pour un trajet ou à la journée par exemple) restent spécifiques à chaque réseau. En 2015, 5 529 personnes possédaient un abonnement « vagabond ».

## Histoire
Le canton du Jura trouve ses racines en 999, lorsque Rodolphe III de Bourgogne, roi de Bourgogne donne à l'évêque de Bâle l'abbaye de Moutier-Grandval et ses dépendances. À partir de 1032, l'évêché de Bâle est rattaché au Saint-Empire romain germanique. Au début du XVIe siècle, l'évêque est progressivement écarté du pouvoir et doit quitter la ville de Bâle lorsque la Réforme y est adoptée. Il s'installera alors à Porrentruy, ville située en Ajoie et dépendant à cette époque du diocèse de Besançon. Le territoire restant, sur lequel il régnera jusqu'à l'éclatement de la Révolution française, correspond plus ou moins à ce qui est appelé aujourd'hui le « Jura historique » (composé du canton du Jura, du Jura bernois et de Laufon). Après 1648 et les traités de Westphalie, le Jura, séparé du reste du Saint-Empire, accroît ses liens avec la Confédération des XIII cantons.
La situation perdure jusqu'en 1792, quand le dernier prince-évêque de Bâle est chassé de sa résidence de Porrentruy par le vent de la Révolution française. Le 19 décembre est proclamée la République rauracienne, première république « sœur » de la République française. En mars 1793, elle est annexée de fait par la France et devient un département sous le nom de Mont-Terrible avec pour chef-lieu Porrentruy. La région de Montbéliard y est rattachée le 1er mars 1797 (11 ventôse an V). Par la volonté du Consulat, le département du Mont-Terrible est supprimé le 17 février 1800 par la loi du 28 pluviôse an VIII et est rattaché au Haut-Rhin, formant deux nouveaux arrondissements.
En 1815, par décision du Congrès de Vienne, le territoire du ci-devant Évêché de Bâle est attribué à la Suisse par rattachement au canton de Berne, et ce pour compenser la perte par ce dernier du Pays de Vaud et de l'Argovie bernoise (Basse-Argovie), deux anciens ensembles de bailliages érigés en cantons à part entière de la Confédération à la suite de l'Acte de médiation de 1803.

### Question jurassienne

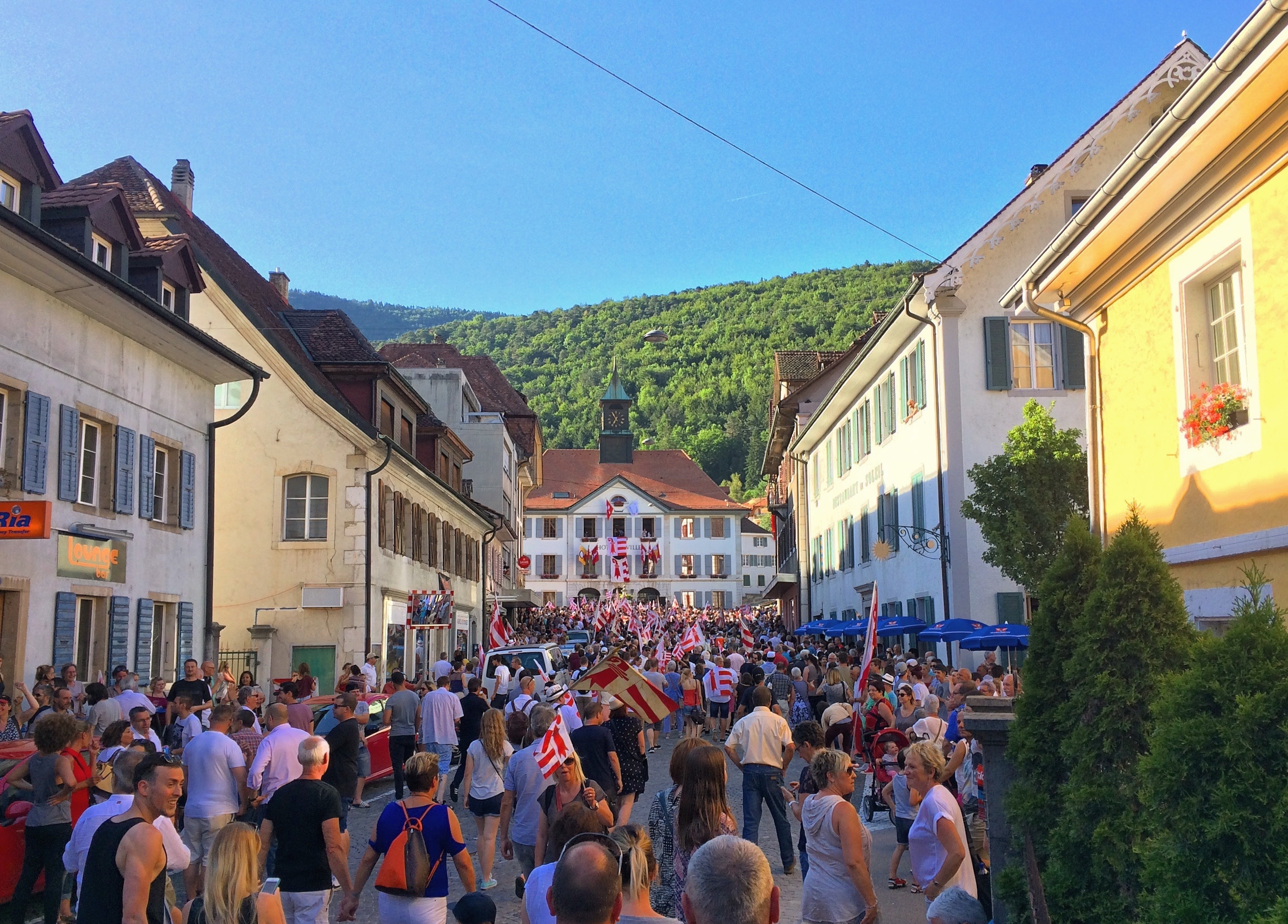
Le cortège des pro-jurassiens lors du résultat du vote communaliste du 18 juin 2017 à Moutier, qui est favorable au canton du Jura.

Au cours du XIXe siècle, le Jura parvient, malgré le centralisme bernois, à conserver sa langue et sa culture françaises à travers la Société jurassienne d'émulation créée en 1847.
Dès lors, les tensions entre le Jura bernois et le reste du canton de Berne s'intensifient et aboutissent en 1917 à la constitution du « Comité pour la création d'un canton du Jura ».
En 1947, à la suite de l'éviction du conseiller d'État jurassien Georges Moeckli de la direction cantonale des travaux publics, pour des raisons de langue (un département aussi important ne pouvant décemment pas être dirigé par un francophone aux yeux de la majorité alémanique), le « Comité de Moutier » est créé puis, en 1949, le « Mouvement séparatiste jurassien » (MSJ).
En 1951, le MSJ se transforme en « Rassemblement jurassien » et, en réaction, une association anti-séparatiste, l'« Union des patriotes jurassiens » (UPJ), est créée.
En 1963, est fondé le « Groupe Bélier » qui va lancer des opérations spectaculaires bientôt dépassées par celles du « Front de libération jurassien » (FLJ), allant jusqu'aux actions à l'explosif.
La lutte aboutit à l'organisation d'un plébiscite. Le 23 juin 1974, un référendum sur la création du canton du Jura recueille 51,93 % de oui, mais seuls trois districts sur sept votent favorablement.
Le 16 mars 1975, le canton de Berne organise un vote dit « en cascade », et trois districts du sud restent attachés au canton de Berne, le district de Laufon — qui avait d'abord opté pour Berne — demandant son rattachement au demi-canton de Bâle-Campagne. Mais les mouvements de lutte, notamment le Groupe Bélier, le Mouvement autonomiste jurassien et le Mouvement indépendantiste jurassien poursuivent l'idéal d'une réunification du « peuple jurassien francophone ». Seules quelques communes du district de Moutier décident de rejoindre le canton du Jura. Comme leurs frontières sont communes à l'un des trois districts du nord, elles peuvent être rattachées au district concerné. Seule la commune de Vellerat, qui a décidé de rejoindre le canton du Jura, ne peut être rattachée à ce dernier qu'en 1994, puisqu'elle ne possède pas de frontières communes avec une commune d'un des trois districts du nord.
En 1976, le peuple jurassien (c'est-à-dire les habitants des trois districts septentrionaux francophones du canton de Berne) nomme les députés à la Constituante, dont la tâche est d'élaborer la constitution (loi fondamentale) du nouvel État cantonal.
La nouvelle constitution cantonale est approuvée par le peuple jurassien en date du 20 mars 1977. Cette constitution comporte 138 articles, dont le dernier n'a pas obtenu la garantie fédérale.
Bien que né à la suite du plébiscite, c'est le 24 septembre 1978 que le canton est officiellement créé par le vote positif des cantons suisses. Le peuple suisse accepte le 24 septembre 1978 la création du nouveau canton par 82,3 % de oui. La République et Canton du Jura entre en souveraineté le 1er janvier 1979.
| Question                                    | Pour      | Pour | Contre  | Contre | Invalide/ blanc | Total     | Inscrits  | Partici- pation | Cantons pour | Cantons pour | Cantons contre | Cantons contre | Résultat |
| Question                                    | Votes     | %    | Votes   | %      | Invalide/ blanc | Total     | Inscrits  | Partici- pation | Entiers      | Demi         | Entiers        | Demi           | Résultat |
| ------------------------------------------- | --------- | ---- | ------- | ------ | --------------- | --------- | --------- | --------------- | ------------ | ------------ | -------------- | -------------- | -------- |
| Création d'une République et Canton du Jura | 1 309 841 | 82,3 | 281 873 | 17,7   | 38 911          | 1 618 463 | 3 848 961 | 42,04 %         | 19           | 6            | 0              | 0              | Acceptée |
| source : Chancellerie fédérale ,            |           |      |         |        |                 |           |           |                 |              |              |                |                |          |

| Votes « Oui » (82,3 %) |  |  | Votes « Non » (17,7 %) |
| ▲                      |  |  |                        |
| Majorité absolue       |  |  |                        |

En 1993, une commission indépendante est chargée de trouver une solution à la Question jurassienne, et conclut en faveur des séparatistes jurassiens : à savoir la réunification des citoyens et ex-citoyens bernois francophones au sein d'une même entité. Après la signature de l'accord du 25 mars 1994 entre Berne, le Jura et la Confédération, une Assemblée interjurassienne est créée dans ce but la même année. En septembre 2004, cette Assemblée entame les travaux en vue d'étudier la faisabilité d'une telle entité à six districts.
En février 2008, l'Assemblée interjurassienne publie son rapport intermédiaire qui prévoit la réunification jurassienne en un seul canton, dont le nombre de communes serait réduit de 132 à 6, pour 130 000 habitants, avec Moutier pour chef-lieu.
Le 12 février 2012, les gouvernements bernois et jurassiens signent une déclaration d'intention (accord) prévoyant que les populations du Jura et du Jura bernois devront se prononcer sur leur volonté de créer un nouveau canton ensemble.
Cette consultation se tient le 24 novembre 2013, sous la forme de deux référendums qui se déroulent simultanément dans le canton du Jura au nord et dans le Jura bernois au sud.
- Dans le canton du Jura, 64,2 % de la population jurassienne se déplace aux urnes et le oui l'emporte à 76,6 %[18].
- À l'inverse, dans l'arrondissement administratif du Jura bernois, si la participation atteint 72,5 % avec un taux de 97,1 % à Rebévelier[19], la population vote majoritairement non[20] par 18 769 voix, soit 71,85 %, contre 7 352 oui, soit 28,15 %[21].

Le 18 juin 2017, le corps électoral de la ville de Moutier s'est prononcé en faveur de l'adhésion au canton du Jura à 51,72 %, soit 2 067 voix contre 1 930 avec un taux de participation de 89,72 %.
Le vote est invalidé par la préfecture de l'arrondissement administratif du Jura bernois le 5 novembre 2018 qui valide ainsi six des sept recours déposés durant la période du scrutin en raison, selon l'autorité régionale, de problèmes de neutralité dans la propagande électorale émise par la commune et de manquements graves dans l'organisation du scrutin. Le Mouvement autonomiste jurassien qualifie cette annulation de « déni de démocratie ».
Après des négociations menées en octobre 2020, un nouveau scrutin a lieu le 28 mars 2021, avec un résultat plus net que le précédent : à 54,9 % contre 45,1 %, les habitants de la ville décident de quitter le canton de Berne et d'intégrer celui du Jura. À la suite du vote, le transfert doit encore être accepté par les deux cantons et par l'Assemblée fédérale ; le canton du Jura s'attend à ce qu'il soit effectif au 1er janvier 2026.

## Politique et administration

### Cantonale

Logo de la République et du canton du Jura.

Dans le canton du Jura, le pouvoir législatif s'exerce dans un cadre de démocratie semi-directe et est conjointement détenu par le corps électoral et par le Parlement du canton du Jura. La période de la législature est de cinq ans, au bout desquels on réélit à la proportionnelle tous les députés parlementaires pour un nouveau quinquennat.
Le pouvoir législatif est détenu par le Parlement jurassien, qui est constitué de 60 membres (députés) élus au scrutin proportionnel par le corps électoral dans l'une des trois circonscriptions électorales (correspondant aux districts). Le Parlement est reconduit entièrement tous les cinq ans.
Le pouvoir exécutif est détenu par le Gouvernement jurassien, équivalent de chacun des conseils d'États dans les autres cantons suisses. Il est composé de cinq membres qui portent le titre de ministres, selon la tradition historique depuis l'indépendance de la République Jurassienne. Les cinq ministres sont élus au suffrage majoritaire par le corps électoral et sont : 
| Nom                  | Parti | Département                                  | Depuis |
| -------------------- | ----- | -------------------------------------------- | ------ |
| Nathalie Barthoulot  | PS    | Département de l'intérieur                   | -      |
| Stéphane Theurillat  | LC    | Département de l'économie et de la santé     | 2025   |
| David Eray           | PCSI  | Département de l'environnement               | -      |
| Martial Courtet      | LC    | Département de la formation et de la culture | -      |
| Rosalie Beuret-Siess | PS    | Département des finances                     | -      |

### Fédérale
Le canton du Jura envoie à chaque élection fédérale deux députés au Conseil national et, comme chaque canton, deux au Conseil des États.

### Institutions internationales
Le canton du Jura fait partie de l'Assemblée parlementaire de la francophonie et de l'Arc jurassien, une institution de coopération transfrontalière membre de la Conférence TransJurassienne.

### Organisation territoriale

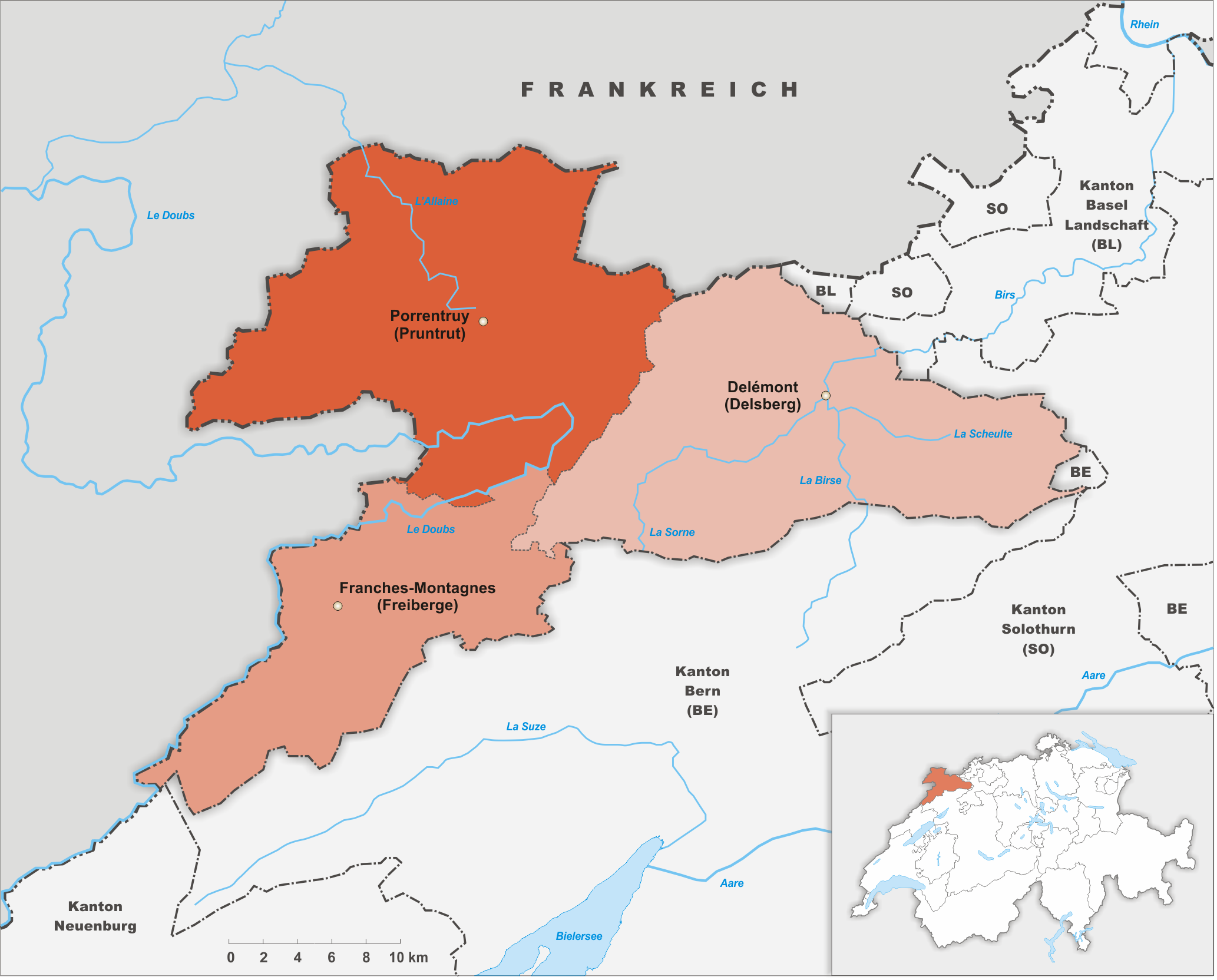
Carte des districts du canton du Jura

Le canton du Jura regroupe 50 communes réparties entre trois districts : Delémont (19 communes), Franches-Montagnes (12) et Porrentruy (19). Le canton du Jura ne compte statistiquement qu'une seule ville avec Delémont, mais comporte deux autres cités qui, du temps de l'Évêché de Bâle, furent élevées au rang de ville. Il s'agit de Porrentruy et de Saint-Ursanne. En 2004, les communes de Delémont, Courtételle, Courrendlin, Courroux et Develier forment une agglomération au sens où l'entend la législation fédérale en vigueur.

## Population et société

### Profil démographique
Au 31 décembre 2023, le Jura compte 74 548 habitants, soit 0,8 % de la population totale de la Suisse. Il est ainsi le septième canton le moins peuplé. La densité de population atteint 89 hab/km2, bien en dessous de la moyenne nationale.
Seules les personnes originaires de chacune des communes du canton du Jura en portent les citoyennetés communales et cantonale, ainsi toutes ensemble elles en constituent le Peuple « national ».
Le graphique qui aurait dû être présenté ici ne peut pas être affiché car il utilise l'ancienne extension Graph, désactivée pour des questions de sécurité. Des indications pour créer un nouveau graphique avec la nouvelle extension Chart sont disponibles ici.

### Religion
La majeure partie des habitants du canton du Jura se revendiquent catholiques.
Le tableau suivant détaille la population du canton suivant la religion, en 2013 :
| Religion                     | Pourcentage |
| ---------------------------- | ----------- |
| Catholique romaine           | 69,3 %      |
| Sans appartenance religieuse | 12,0 %      |
| Protestants                  | 10,0 %      |
| Autres chrétiens             | 3,9 %       |
| Musulmans                    | 2,4 %       |
| Autres                       | 2,4 %       |

### Éducation

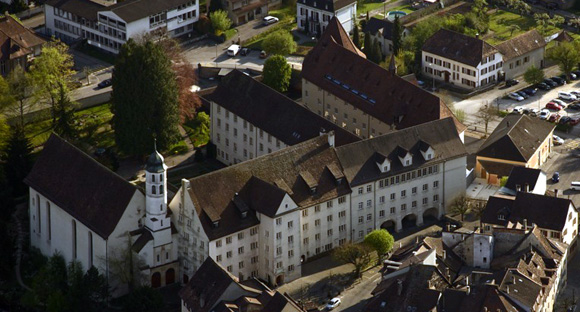
Vue aérienne du Lycée cantonal de Porrentruy.

La scolarité obligatoire se déroule sur une période de onze années et commence à l'âge de 4-5 ans. Le canton du Jura possède 34 cercles scolaires dans lesquels on retrouve 66 lieux scolaires qui pourvoient aux enfants une éducation primaire en huit ans. Au terme de ces huit ans, l'enfant est inscrit dans l'un des neuf collèges publics du canton du Jura dans lequel il passe trois ans. Les résultats obtenus au terme de la onzième année sont déterminants quant à la voie que pourra prendre l'adolescent par la suite. Certains jeunes font parfois une douzième voire une treizième année soit quand ils n'ont pas les conditions requises pour être admis dans une autre école, soit quand ils ont redoublé et désirent achever le programme de la scolarité obligatoire. Ensuite, les jeunes entrent dans une des divisions du Centre jurassien d'enseignement et de formation (CEJEF). La plupart des jeunes du canton du Jura se dirigent vers l'accomplissement d'un CFC. Une autre majorité se dirige vers l'accomplissement d'une maturité gymnasiale. Une minorité effectue une école de culture générale ou la réalisation d'une AFP.
Le 17 décembre 2014, le Parlement jurassien a adopté les mesures du programme d'économies OPTI-MA. Le but de ce programme est de réduire drastiquement les dépenses du gouvernement, notamment au niveau de l'éducation.

### Santé
Le canton du Jura possédait 477 lits stationnaires dont 198 en EMS et UVP répartis sur les quatre sites de l'hôpital du Jura à Delémont, Porrentruy et Saignelégier qui ont permis un total de 162 597 journées de patients en 2015. Le gouvernement jurassien dicte la politique hospitalière du canton en suivant la loi cantonale jurassienne sur les établissements hospitaliers du 26 octobre 2011 et celui-ci est appliqué par le service de la santé publique (SSA) jurassien. Le canton bénéficie d'un médecin cantonal qui est responsable médical des domaines comportant une responsabilité de santé publique. Il est également le correspondant direct avec l'Office fédéral de la santé publique (OFSP) et surveille l'activité des professionnels de la santé entre autres. Aussi, le canton du Jura dispose d'un pharmacien cantonal, chargé du contrôle des médicaments et qui travaille en relation avec le médecin cantonal.
Les jeunes jurassiens sont suivis tout au long de leur scolarité obligatoire par la clinique dentaire scolaire, ainsi que par les infirmiers scolaires elles-mêmes supervisées par les médecins scolaires. Ce dispositif géré par le Service de santé scolaire (SSS) permet la prévention des pathologies bucco-dentaires d'un côté et d'assurer la bonne santé physique et psychologiques de l'autre. En parallèle, la Ligue pulmonaire jurassienne s'occupe de vacciner les écoliers et l'association jurassienne des animatrices en éducation sexuelle sont chargées de les pourvoir d'une éducation sexuelle au terme de cinq cours tout au long de la scolarité obligatoire.
Quant aux statistiques, en 2015, le canton du Jura possédait 103 médecins et parmi eux 39 généralistes. Ceci représente un taux de respectivement 1,42 et 0,54 médecin pour 1000 habitants. Aussi, le canton dispose de 16 dentistes et 19 pharmacies, ce qui représente un taux de 0.22 et 0.26 établissements pour 1000 habitants.

## Culture locale
Plusieurs institutions et associations ont pour but de promouvoir divers aspects de la vie culturelle plus particulièrement liés au canton du Jura, parmi lesquelles :
- L'Association pour la promotion de la lecture
- La Fondation Anne et Robert Bloch (FARB)
- Le fOrum culture[50] fédère les actrices et acteurs culturels du canton du Jura, du Jura bernois et de la ville de Bienne.
- La Société jurassienne d'Émulation
- ViCulturelle, commission culturelle
- Le Théâtre du Jura

Le trait culturel de la liberté comme valeur fondatrice du canton du Jura est symbolisé dans la circulation routière par l'absence de feux rouges sur l'ensemble de son territoire depuis l'année 1999.

### Emblèmes
Le canton du Jura a pour emblèmes un drapeau et un blason. Les armoiries du Jura se blasonnent : Parti d’argent à la crosse épiscopale de gueules et de gueules à trois fasces d’argent.

### Langue
La quasi-totalité de la population de la République jurassienne parle le français, l'ayant reçu comme langue parentale. Ainsi le Jura, en tant que canton suisse, fait donc naturellement partie intégrante de la Suisse romande que l'élite littéraire autonomiste n'hésitait pas à toujours nommer Suisse française déjà dans les années précédant la création du canton du Jura en dépit des usages de la presse suisse depuis la fin de la Première Guerre mondiale. Au-delà des seuls cercles de l'intelligentsia jurassienne, l'expression Suisse française, reste en usage dans la population jurassienne aux côtés de Suisse romande. Le canton du Jura est aussi membre de l'Assemblée parlementaire de la Francophonie.
Il est à noter qu'une commune du canton du Jura, Ederswiler, est germanophone. Toutefois, une part importante de la population comprend le français et il est enseigné aux écoliers.
La République jurassienne, à l'article 42-2 de sa constitution, attribue à sa langue autochtone une forme de reconnaissance et de protection en lui donnant un statut officiel de patrimoine culturel jurassien. Le franc-comtois est composé de trois dialectes et est à ce titre la seule langue d'oïl suisse en excluant le français. Il représente donc en Suisse une originalité linguistique, unique, toujours vivante, qui influence directement et en profondeur au quotidien toute la langue française parlée et écrite par les habitants et les ressortissants du canton du Jura. Les trois variantes dialectales sont l'ajoulot, le taignon et le vadais.
Avec les chiffres de 4000 locuteurs évoqués lors de la reconnaissance fin 2018, environ 5,5% des jurassiens parlent le franc-comtois.

### Hymne officiel
Depuis le 21 juin 1990, l'hymne officiel du canton est La Nouvelle Rauracienne, chanson crée en 1950 sur la base de La Rauracienne dans le cadre du Mouvement autonomiste jurassien.

### Châteaux, monuments

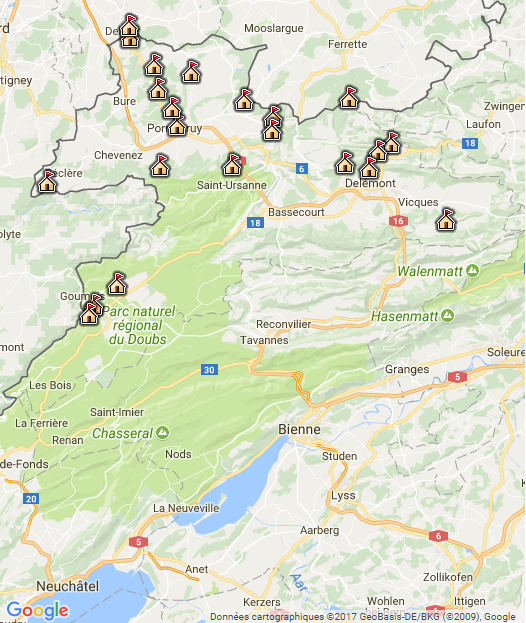
Emplacement des châteaux du canton du Jura

- Château du Vorbourg
- Château d'Asuel
- Château de Pleujouse
- Château du Löwenburg
- Château de Raymontpierre
- Château de Porrentruy
- Château de Delémont
- Château du Domont
- Château de Saint-Ursanne
- Château de Coeuve

### Musées
Le Jura possède plusieurs musées :
- le Musée jurassien d’art et d’histoire (MJAH) à Delémont (histoire régionale et artistes régionaux)
- le Musée de l'Hôtel-Dieu à Porrentruy (trésor de l'église Saint-Pierre, pharmacie du 19e, horlogerie, atelier de pierres fines, estampes de l'évêché de Bâle)
- le Musée jurassien des sciences naturelles à Porrentruy (minéraux, fossiles, géologie, champignons, dioramas thématiques, l'histoire de l'évolution)

Certains sont moins importants :
- Musée de la poterie à Bonfol
- Musée rural jurassien aux Genevez (Habitat rural ancien, toit de bardeaux, fours, voûtes, outillage, 600 objets)
- Musée Chappuis-Fähndrich à Develier (plusieurs milliers d'objet de la vie quotidienne du Jura de 1700 à 1950)
- Musée de la Balance à Asuel (iconographie, maquette et objets archéologiques du château d'Asuel + présentation des châteaux médiévaux du Jura)
- Musée du Mont-Repais située dans la chapelle de la Caquerelle à Asuel (pérenniser l'histoire de la région des Rangiers)
- Musée du Löwenburg (objets archéologiques du Néandertal à l'époque moderne)
- Musée des métiers d'antan à Fahy
- Musée des vieilles traditions à Grandfontaine (Musée agricole et des Vieilles Traditions)
- Musée lapidaire à Saint-Ursanne (tombeaux carolingiens et mérovingiens)
- L'Arche de Noé à Vicques (Plus de 2 000 animaux naturalisés).
- Le POPA à Porrentruy (musée d'art optique).

### Gastronomie
La damassine est le nom d'une eau-de-vie régionale produite principalement en Ajoie à partir de la sorte de prune appelée damassine, issue d'une des variétés du prunier de Damas : le damassinier.
Les cochonnailles confectionnées en Ajoie à l'occasion de la Saint-Martin et de ses ripailles ont une inégalable réputation.
La tête de moine est une appellation suisse préservée par une AOP suisse désignant un fromage à base de lait de vache cru et entier.

### Personnalités
- Saint Fromond, VIIe siècle.
- Jules Thurmann (1804-1855), géologue et botaniste et phytosociologue.
- Joseph Constantin Kaiser, (1886-1955), sculpteur, on lui doit la création et les rénovations de nombreuses œuvres dans le Jura.
- Alfred Comte (1895-1965), pionnier de l’aviation suisse, d'abord comme pilote puis comme constructeur.
- Gilberte de Courgenay, (1896-1957), serveuse de restaurant.
- Adrien Holy (1898-1978), artiste peintre.
- Jeanne Bueche (1912-2000), architecte spécialisée dans les réalisations religieuses.
- Roger Schaffter (1917-1998), séparatiste et homme politique.
- Joseph Robert Kaiser (1920-2009), sculpteur, on lui doit la création et les rénovations de plusieurs œuvres dans le Jura.
- Roland Béguelin (1921-1993), séparatiste et homme politique.
- Christophe Lovis (1977-), astrophysicien né à Delémont.
- Steve Guerdat (1982-),  cavalier de saut d'obstacles.
- Grégoire Saucy (1999-), pilote automobile né à Bassecourt.

#### Littérature et poésie
- Auguste Viatte (1901-1993), homme de lettres.
- Pierre-Olivier Walzer (1915-2000), écrivain et éditeur.
- Jean Cuttat (1916-1992), écrivain.
- Tristan Solier (1918-1998), poète.
- Jean-Paul Pellaton (1920-2000), écrivain et enseignant.
- Alexandre Voisard (1930-2024), écrivain et poète.
- Pierre-André Marchand (1943-), journaliste, chanteur et écrivain.
- Rose-Marie Pagnard (1943-), écrivaine.
- Bernard Comment (1960-), écrivain.
- Ferenc Rákóczy (1967-), écrivain, cinéaste et psychiatre.

## Honneur
L'astéroïde (42113) Jura, découvert à l'Observatoire astronomique jurassien, à Vicques, a été nommé d'après le canton du Jura.